# Hôtel Deydé
L’hôtel Deydé est un hôtel particulier situé à Montpellier, dans le département de l'Hérault.

## Histoire
La façade et la toiture donnant sur la place font l’objet d’une inscription au titre des monuments historiques depuis le 16 septembre 1943.